# Sergey Rachmaninov
Sergey Rachmaninov vagy Szergej Rahmanyinov (az angolos formát az emigrációban kezdte használni), oroszul: Сергей Васильевич Рахманинов [Szergej Vasziljevics Rahmanyinov] (Szemjonovo, Novgorodi terület, 1873. április 1. – Los Angeles, Kalifornia, 1943. március 28.) orosz zeneszerző, zongoraművész és karmester.
Bár zeneszerzőként való elismerése váratott magára, zongoraművészi teljesítményével, legendás technikai tudásával és ritmusérzékével hamar tekintélyt szerzett, nemzedéke legnagyobb zongoristája volt.
Művei többsége Csajkovszkijéval rokon késő romantikus stílusú, bár jelentős mértékben érezhető rajtuk Chopin és Liszt hatása is.

## Gyermekkor

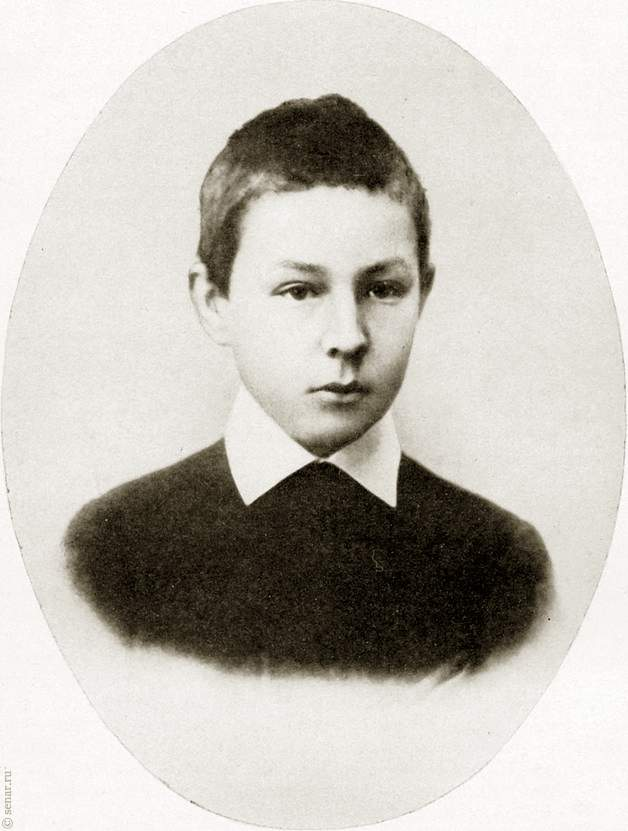
Szergej Rahmanyinov gyerekkorában (1885-86 körül)

Rahmanyinov orosz arisztokrata családban született. Apja, Vaszilij Rahmanyinov katonatiszt volt, anyja, Ljubov Butakova egy gazdag tábornok lánya, akit nagy vidéki birtok hozománnyal adtak férjhez. Eleinte úgy tűnt, hogy az öt jelentős birtok életük végéig biztosítja a család anyagi jólétét. Apja otthagyta a hadsereget, és a földjeik jövedelméből kicsapongó, kártyázó életmódot folytatott. Ennek következtében, mire Szergej kilencéves lett, már a vagyon nagy része elúszott. A család hat gyermekével kénytelen volt lakást bérelni Szentpétervárott. A család anyagilag tönkrement, a családfő elköltözött.
Rahmanyinov ötéves korától tanult zongorázni, és nagy tehetségnek tartották. Kilencévesen ösztöndíjjal felvették konzervatóriumba, ez anyagilag is jó volt a családnak. Szergej nem volt jó tanuló, sokat csavargott, sőt bizonyítványát is meghamisította, ez a rendezetlen családi körülmények számlájára volt írható. Az érzékeny fiú anyai nagyanyja pétervári látogatásaikor volt boldog. A nagymama szívesen hallgatta játékát, és 25 kopejkával jutalmazta darabonként. Nyarait is vele töltötte borivoszói birtokán.
Konzervatóriumi tanárait annyira elbűvölte játéktechnikájával, hogy elnézték neki rossz tanulmányi jegyeit, és zeneelméleti oktatását elhanyagolták. 1885-re elméleti tárgyakból olyan rosszul szerepelt, hogy megfenyegették, elveszik ösztöndíját. Ekkor unokatestvére, Alekszandr Ziloti, aki maga is kiváló zongorista volt, azt tanácsolta, hogy menjen a moszkvai konzervatóriumba Nyikolaj Zverevhez. Szergej félt a szigoráról és fegyelméről híres Zverevtől, de megfogadta a tanácsot.

## Zverjov keze alatt

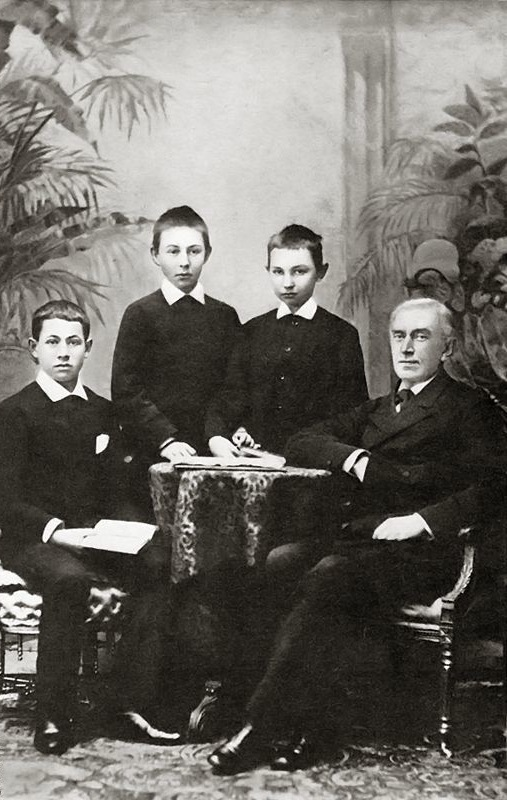
A moszkvai zeneakadémián Rahmanyinov (balról a második) és Zverev, más tehetséges tanítványokkal (1885-1892)

Zverjov híres tanár volt, komolyan vette a nevelést. Tehetséges tanítványait otthonába fogadta, ahol nővérével együtt gondoskodott nevelésükről. Gyakran vitte őket színházba, zenei estekre, hangversenyekre, sőt a nyári szünetet is velük töltötte. Összeismertette őket a kor leghíresebb orosz zeneszerzőivel: Csajkovszkijjal, Anton Grigorjevics Rubinstejnnel, Glazunovval, és játszhattak előttük. Zverjov 1886-ban a Krímbe vitte őket egy milliomos birtokára, akinek  a gyermekét tanította. Velük tartott az akadémia zeneelmélet- és összhangzattanára is, akinek az volt a dolga, hogy felkészítse a tehetségeket a következő évre.
1887-ben Rahmanyinov bemutatta Zverjovnak két zongoraátiratát és noktürnjeit, de a tanárnak mások voltak az elképzelései Szergej jövőjével kapcsolatban. Inkább zseniális játékosként, mint komponistaként akarta biztatni. Csajkovszkijnak viszont tetszett a Manfred szimfónia átirata, és további komponálásra biztatta a tizennégy éves fiút.
A tizenhat éves Szergej egyre többet szeretett volna írni, de Zverjov nem vette ezt jó néven. Amikor Rahmanyinov azzal állt elő, hogy külön szobát kér, hogy komponálni tudjon, mert zavarta a többi gyerek, tanára hálátlansággal és arcátlansággal vádolta meg. Zverjov ezután szóba sem állt vele, így kénytelen volt elköltözni egyik moszkvai rokonához, akit addig nem is látogatott. Szatyinéknál végre megtalálta a rég elveszettnek hitt családi légkört. Zverjov nem tanította tovább, így nem tudta befolyásolni további fejlődését.
Rahmanyinov zongoratanára, Ziloti váratlanul fölmondott az akadémián, de Rahmanyinov senki mástól nem volt hajlandó leckéket venni, ezért inkább egy évvel korábban levizsgázott. Három hét alatt készült fel a vizsgákra, és végül kitüntetést is kapott.

## Zeneszerzői ambíciók
1892-ben újabb meglepetést okozott tanárainak, mert 18 nap alatt tökéletes hangszereléssel elkészítette első operáját, a Puskin művére készült Aljekót. E művéért megkapta az akadémia nagy aranyérmét, melyet előtte csak két alkalommal adtak ki. Akadémistaként több kisebb darabot írt és egy zongoraversenyt. Önálló zongoraestet is tartott. Az akadémia befejezése után a Gutheil kiadótól 500 rubelt kapott az Aljekóért. 1892-ben megírta a Fantázia darabokat, amelynek cisz-moll prelűdje óriási sikert aratott. Ez volt az a mű, melyet minden későbbi fellépésén elő kellett adnia. A mű a legenda szerint Rahmanyinov egyik rémálma alapján íródott, amelyben a szerző azt álmodta meg, hogy élve eltemetik. A darab során végig lehet követni a temetés és a szenvedés pillanatait. Az első három hang jelképezheti a szegek koporsóba ütését, az elhalkuló, elhaló befejezés pedig a levegő elfogyását.
A megélhetésért tanári állást vállalt, de tanítani nem szeretett. Életének zavaros korszaka következett, elköltözött rokonaitól, apjával lakott, majd lakást bérelt, de végül visszatért Szatyinékhoz.
Beleszeretett Anna Logyizsenszkajába, aki férjes asszony volt. Neki ajánlotta a nyugtalan és heves I. szimfóniáját, melyet 1897-ben Szentpétervárott mutattak be. E művét a szerelmi mámor nagy lelkesedésével írta. A rosszul felkészült zenekar miatt a darab óriási bukás volt. Rahmanyinovot annyira lesújtotta a sikertelenség, hogy mély depresszióba esett a bukás miatt, három évig egy sort sem írt. Orvosa (Dr. Nikolai Vladimirovich Dahl) tanácsára kezd ismét komponálni.
Megismerkedett egy moszkvai gyárossal, aki magánoperát igazgatott. 1897-1898 között ebben az operában vezényelt, itt találkozott Saljapinnal, akivel annak haláláig barátok maradtak.

## Önbizalom és új szerelem
1899-ben meghívták Londonba, ahol játszott és vezényelt, a sikeres út egy új megbízást hozott számára. Felkérték egy új zongoraverseny komponálására. Nehezen haladt a munkával, ezért Nyikolaj Dahl hipnotizőrhöz fordult, akinek segítségével elkészült a művel, és Dahlnak ajánlotta a II. zongoraversenyt. Önbizalmát új szerelme, Natalja Szatyina is erősítette. Natalja unokatestvére volt Rahmanyinovnak, ezért házasságuk előtt engedélyt kellett kérni a cártól. 1902 tavaszán összeházasodtak. Élete legboldogabb tíz éve következett. Boldog házasságban élt, az alkotás is jól ment, és két lánya született.

## Gazdag alkotói korszaka
1902-1912 között vezényelt a moszkvai cári operában, utazott, Drezdában töltött három telet, hangversenyeket, szólóesteket adott. Elkészítette a II. szimfóniáját, és III. zongoraversenyét. Arnold Böcklin svájci festő műve ihlette a Holtak szigete című szimfonikus költeményét, és Edgar Allan Poe egyik verse A harangok című korálszimfóniáját.
1910-től a cári orosz zenei társaság alelnökévé választották. Sokat dolgozott és ez megviselte egészségét, egyébként is hajlamos volt a hipochondriára. Gyermekkora óta mélyen vallásos volt, most problémáival ismét hitéhez fordult. Megalkotta két csodálatos vallási művét: az Aranyszájú Szent János liturgiáját és az Esti misét (más címen: Éjszakai áhítat).

## Nyugtalan évek – emigráció
A 20. század elején Oroszországban háborúk és forradalmak követték egymást. 1917-ben a forradalom miatt családjával együtt kénytelen volt elhagyni hazáját. Svéd hangversenykörútra indult és soha többé nem tért vissza szülőföldjére. Eleinte a megélhetéshez való pénzkeresés volt a legfontosabb számára. Karmesterként és zongoravirtuózként nyílt lehetősége dolgozni. 1918-ig Stockholmban és Koppenhágában maradt, majd az Amerikai Egyesült Államokba ment a Rahmanyinov család. New York lett a központ, ahonnan hangversenykörutakat tett és lemezfelvételeket készített.
1926-ban Párizsba utazott unokája születésére, de váratlanul meghalt egyik veje, Volkonszkij herceg. Egyedül maradt lánya megsegítésére kiadót alapított, amely az emigráns orosz zene központja lett, ezért ettől kezdve egyre több időt töltött Európában. Párizstól nem messze villát bérelt, amit orosz udvari stílusban átalakított. Ekkoriban Franciaországban sok volt az orosz emigráns, többek között a Ziloti és a Szatyin család is.
1930-ban házat épített a Luzerni-tó partján, ahol szívesen csónakázott és pihent. Szüksége volt a pihenésekre, mert sokfelé fellépett és hanglemezeket adott ki. A rádióhoz soha nem ment, mert hangminőségét merényletnek tartotta a zenével szemben. Az élő hangversenyeket tartotta a legtöbbre.
1931-ben a The New York Times-ban megjelent szovjetellenes cikk után indexre kerültek művei a Szovjetunióban. A Pravda megvetően írta: „jelentéktelen imitátor, zenéje már rég kiment a divatból”. Természetesen ő tovább komponált. Megírta a III. szimfóniát (1936) és a Rapszódia egy Paganini témára című művét (1934), ezeknek a műveknek továbbra is sajátos stílusuk volt, ami ugyan messze állt az avantgárdtól, de a közönség körében osztatlan tetszést aratott.

## Utolsó évek

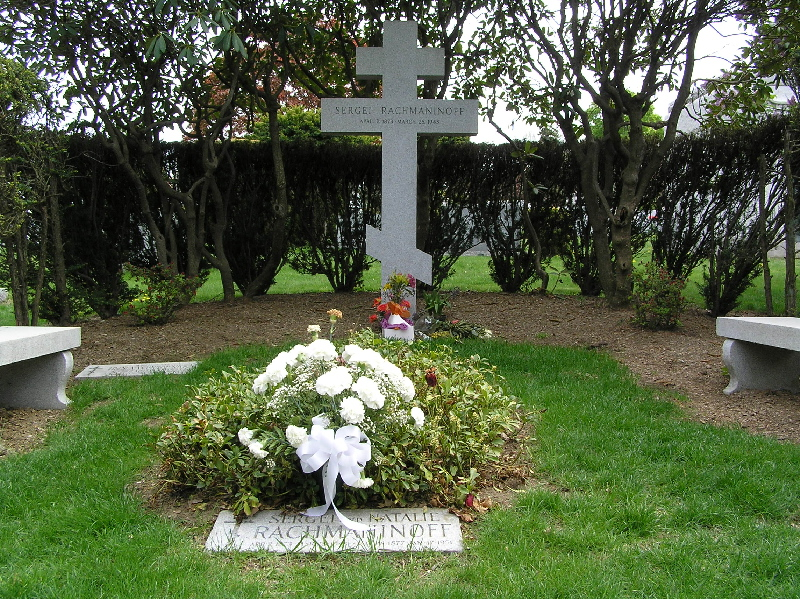
Rahmanyinov sírja a Kensico temetőben

Utolsó műveiben a halál misztikus jellemzésére felhasználta a „Dies irae” középkori egyházi dallamot. Ez a motívum számtalan 19-20. századi zeneszerzőnél hasonló mondanivalóval jelent meg. 1938-ban meghalt legjobb barátja, Saljapin. Európa felett újra a háború felhői gyülekeztek, ezért 1939 nyarán elhagyta Európát, feleségével, nagyobbik lányával, Irinával és unokájával, Zsófiával végleg az Amerikai Egyesült Államokban telepedett le. Másik lánya és annak családja Franciaországban maradt, akikért sokat aggódott. Miután Németország megtámadta a Szovjetuniót, Rahmanyinov segélykoncerteket adott, ezzel ismét elismerték hazájában.
1943-ban rossz egészségi állapota miatt lemondta turnéit. 1943. március 28-án Kaliforniában halt meg rákban. Temetését Beverly Hillsben rendezték, de földi maradványait később a New York állambeli Valhalla településen, a Kensico temetőben helyezték el.

## Művei

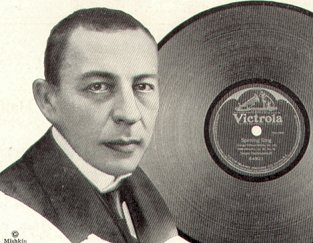
Rahmanyinov 1921-ben, a Victor Talking Machine Company plakátján

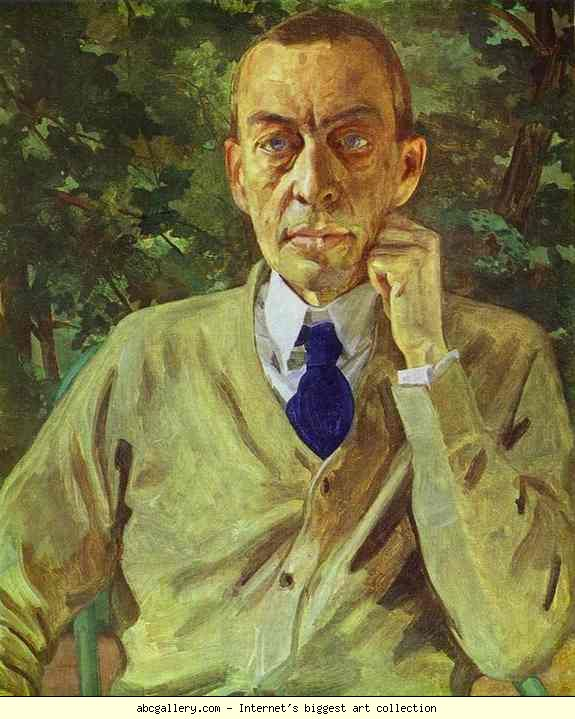
Rahmanyinov arcképe Konsztantyin Andrejevics Szomovtól

- Op. 1. I. zongoraverseny (fisz-moll) (No. 1.) (1891)
- Op. 2. Két darab csellóra és zongorára (1892)
  - Prelűd
  - Keleti tánc
- Op. 3. Fantázia darabok (1892)
  - Elégia (No. 1.)
  - cisz-moll prelűd (No. 2.)
  - E-dúr melódia (No. 3)
  - Polichinelle (No. 4.)
  - Szerenád (No. 5.)
- Op. 4. Hat románc (1890-1893)
- Op. 5. Zongoradarab két zongorára (No. 1.) „Fantázia-darabok” (1893)
- Op. 6. Két darab; hegedűre és zongorára (1893)
  - Románc
  - Magyar tánc
- 'Op. 7. A szikla (Утёс) (szimfonikus fantázia) (1893)
- Op. 8. Élégia trió (No. 1.) (g-moll) (1893)
- Op. 9. Élégia trió (No. 2.) d–moll) (1893)
- Op. 10. Szalon darabok
  - a-moll nocturne
  - A-dúr keringő
  - g-moll barcarola
  - e-moll melódia
  - G-dúr humoreszk
  - f-moll románc
  - Desz-dúr mazurka
- Op. 11. Hat négykezes zongoradarab
  - Barcarolle
  - Scherzo
  - Orosz dal
  - Keringő
  - Románc
  - Szlava (Glória; Dicsőség)
- Op. 12. „Cigány” capriccio (Capriccio cigány témákra) (1894)
- Op. 13. I. szimfónia (d-moll) (1896)
- Op. 14. Tizenkét románc (1896)
- Op. 15. Hat kórusmű (1895)
- Op. 16. Hat “Moment Musical” zongorára(1896)
  - Andantino (b–moll) (No. 1.)
  - Allegretto (esz–moll) (No. 2.)
  - Andante cantabile (b-moll) (No. 3.)
  - Presto (e-moll) (No. 4.)
  - Adagio sostenuto (Desz-dúr) (No. 5.)
  - Maestoso (C-dúr) (No. 6.)
- Op. 17. Szvit két zongorára (No. 2.) (1901)
  - Introduction (C-dúr)
  - G-dúr keringő
  - Asz-dúr románc
  - Tarantelle (c-moll)
- Op. 18. II. zongoraverseny (c-moll) (1901)
- Op. 19. Csellószonáta (1901)
- Op. 20. „Veszna” „Tavasz” Kantáta bariton hangra, énekkarra, és zenekarra (1902)
- Op. 21. Tizenkét románc (1902)
- Op. 22. Variációk egy Chopin témára, (c-moll) (1903)
- Op. 23. Tíz prelűd (1903)
  - fisz-moll prelűd (No. 1.)
  - B-dúr prelűd (No. 2.)
  - d-moll prelűd (No. 3.)
  - D-dúr prelűd (No. 4.)
  - g-moll prelűd (No. 5.)
  - Esz-dúr prelűd (No. 6.)
  - c-moll prelűd (No. 7.)
  - Asz-dúr prelűd (No. 8.)
  - esz-moll prelűd (No. 9.)
  - Gesz-dúr prelűd (No. 10.)
- Op. 24. A fösvény lovag (Скупой Рыцарь) (szkupoj ricar) (opera) (1904)
- Op. 25. Francesca da Rimini (opera) (1905)
- Op. 26. Tizenöt románc (1906)
- Op. 27. II. szimfónia (e-moll) (1908)
- Op. 28. I. zongoraszonáta (d-moll) (1908)
- Op. 29. A holtak szigete (szimfonikus költemény) (1909)
- Op. 30. III. zongoraverseny (d-moll) (1909)
- Op. 31. Aranyszájú Szent János liturgiája (kórusmű) (1910)
- Op. 32. Tizenhárom prelűd (1910)
  - C-dúr prelűd (No. 1.)
  - b-moll prelűd (No. 2.)
  - E-dúr prelűd (No. 3.)
  - e-moll prelűd (No. 4.)
  - G-dúr prelűd (No. 5.)
  - f-moll prelűd (No. 6.)
  - F-dúr prelűd (No. 7.)
  - a-moll prelűd (No. 8.)
  - A-dúr prelűd (No. 9.)
  - b-moll prelűd (No. 10.)
  - B-dúr prelűd (No. 11.)
  - gisz-moll prelűd (No. 12.)
  - Desz-dúr prelűd (No. 13.)
- Op. 33. Études-Tableaux (1911)
  - f-moll etűd (No. 1.)
  - C-dúr etűd (No. 2.)
  - c-moll etűd (No. 3.)
  - a-moll etűd (No. 4.)
  - d-moll etűd (No. 5.)
  - esz-moll etűd (No. 6.)
  - Esz-dúr etűd (No. 7.)
  - g-moll etűd (No. 8.)
  - cisz-moll etűd (No. 9.)

| - Op.34. Románcok, (Ivanovka, 1912. július) | Романсы (ор.34) Были написаны композитором в Ивановке в июле 1912 года. |
| Lázár feltámadása; szöveg: Homjakov Mindannyiunk lelkében; szöveg: Korinfszkij Múzsa; szöveg: Puskin Vihar; szöveg: Puskin Arion; szöveg: Puskin A madárvonulás szele; szöveg: Balmont Emlékszem arra a napra; szöveg: Tyutcsev Úrbéres; szöveg: Fet Zene; szöveg: Polonszkij Ismerted őt; szöveg: Tyutcsev Az nem lehet (1910. március 7.); szöveg: Majkov Disszonancia; szöveg: Polonszkij Mekkora boldogság; szöveg: Fet | "Воскрешение Лазаря" на слова А.Хомякова, "В душе у каждого из нас" на слова А.Коринфского, "Муза" на слова А.Пушкина, "Буря" на слова А.Пушкина, "Арион" на слова А.Пушкина, "Ветер перелетный" на слова К.Бальмонта, "Сей день я помню" на слова Ф.Тютчева, "Оброчник" на слова А.Фета, "Музыка" на слова Я.Полонского, "Ты знал его" на слова Ф.Тютчева, "Не может быть" на слова А.Майкова (написан 7 марта 1910 года), "Диссонанс" на слова Я.Полонского, "Какое счастье" на слова А.Фета |

- Op. 35. A harangok (korálszimfónia) (Edgar Allan Poe versére) (1913)
- Op. 36. II. zongoraszonáta (b-moll) (átdolgozott változat)(1913)
- Op. 37. Éjszakai áhítat (Esti mise) (kórusmű) (1915)
- Op. 38. Hat dal (1916)
- Op. 39. Études-Tableaux (1916)
  - c-moll etűd (No. 1.)
  - a-moll etűd (No. 2.)
  - fisz–moll etűd (No. 3.)
  - b-moll etűd (No. 4.)
  - esz-moll (No. 5.)
  - a-moll etűd (No. 6.)
  - c-moll etűd (No. 7.)
  - d-moll etűd (No. 8.)
  - D-dúr etűd (No. 9.)
- Op. 40. IV zongoraverseny (g-moll) (1926)
- Op. 41. Három orosz dal (kórusra és zenekarra)(1927)
- Op. 42. Variáció egy Corelli témára (d-moll) (1931)
- Op. 43. Rapszódia egy Paganini témára (zongorára és zenekarra) (a-moll) (1934)
- Op. 44. III. szimfónia (a-moll) (1936)
- Op. 45. Három szimfonikus tánc (1940)
- Posztumusz; Orosz rapszódia

### Op. nélkül
- Csajkovszkij: Manfred szimfóniájának zongoraátirata két zongorára (1887)
- Elégikus trió (1891)
- Aljeko (opera) (1892)
- „Панталей-целитель” kórusmű (1899)
- Liebes freud (Fritz Kreisler zongoraátirat)
- Posztumusz; Orosz rapszódia

### A lista forrása
- Bruno Monsaingeon: Richter (Írások, beszélgetések) Holnap Kiadó, Budapest 2003. ISBN 963-346-582-6

## Kották
- Rachmaninoff, Sergei. International Music Score Library Project. (Hozzáférés: 2019. május 26.)

## Külső hivatkozások
- Sergey Rachmaninov Foto
- Letölthető kottagyűjtemény
- Hangfelvételek: Rachmaninovtól, Rachmaninovval
- "EGYETLEN RÓLA ÍRT ÉLETRAJZ SEM HITELES" : Beszélgetés Szergej Rahmanyinovról - Alexandre Rachmaninovval Archiválva 2017. február 2-i dátummal a Wayback Machine-ben